# Тоба И
Тоба И (кит. трад. 拓拔儀, упр. 拓拔仪, пиньинь Tuoba Yi) — табгачский полководец и дипломат, великий князь династии Вэй в Китае, племянник или двоюродный брат основателя династии императора Тоба Гуя.
В 399 году разорил Монголию и Сибирь.
Позже казнён императором Тоба Гуем в числе других важнейших государственных деятелей.